# Burganlage Dieburg
Die Burganlage Dieburg, auch Burg Dieburg oder Albinisches Schloss genannt, befindet sich in Dieburg im Landkreis Darmstadt-Dieburg in Hessen und war mit der Dieburger Stadtbefestigung verbunden.

## Geschichte
In der Mitte des 12. Jahrhunderts wurde von staufischen Ministerialen und den Herren von Hagen-Münzenberg zwischen drei älteren Dörfern an der Gersprenz eine Wasserburg gegründet. Parallel dazu entstand eine Stadtanlage östlich der Burg Dieburg.

## Anlage
Die Wasserburg hatte einen quadratischen Grundriss mit 60 Metern Seitenlänge, einen äußeren Zwinger und einen Bergfried in der Mitte des Burghofes.
Eine Brücke über die Gersprenz führte zur Burg, die weiter über zwei Stichmauern mit der Stadtbefestigung Dieburgs verbunden war.
Heute sind noch ein Eckturm des Zwingers („Schlossturm“) sowie Reste der Zwingermauern und das „Albini-Schloss“ erhalten.
Freiherr Franz Joseph von Albini, dem der hessische Landgraf Ludwig X. die Burg für seine vielfältigen Verdienste 1802 schenkte, ließ 1809 fast alle Gebäude und Wallreste niederlegen und im südlichen Bereich eine rechteckige Schlossanlage, das Albinischloss, errichten.
Restauriert sind heute außerdem die Stichmauern – die die Burgmauern mit der Dieburger Stadtmauer verbanden, der nördliche Bachsprung über die Gersprenz und aus dem 16. Jahrhundert die Schlossbrücke.
Östlich zwischen Schlossturm und Albini-Schloss wurde 1902/03 das neogotische ehemalige Kreisamt des Altkreises Dieburg errichtet. Das  nördlich gebaute neue Kreisamt wurde 2015–2017 komplett saniert und umgebaut. Nach dem Ende der Arbeiten wird die nördliche Sicht stark verändert sein.
Von den im 19. Jahrhundert abgebrochenen Stadtmauern Dieburgs sind noch der Mühlturm und ein Stumpf des Hexenturms erhalten.

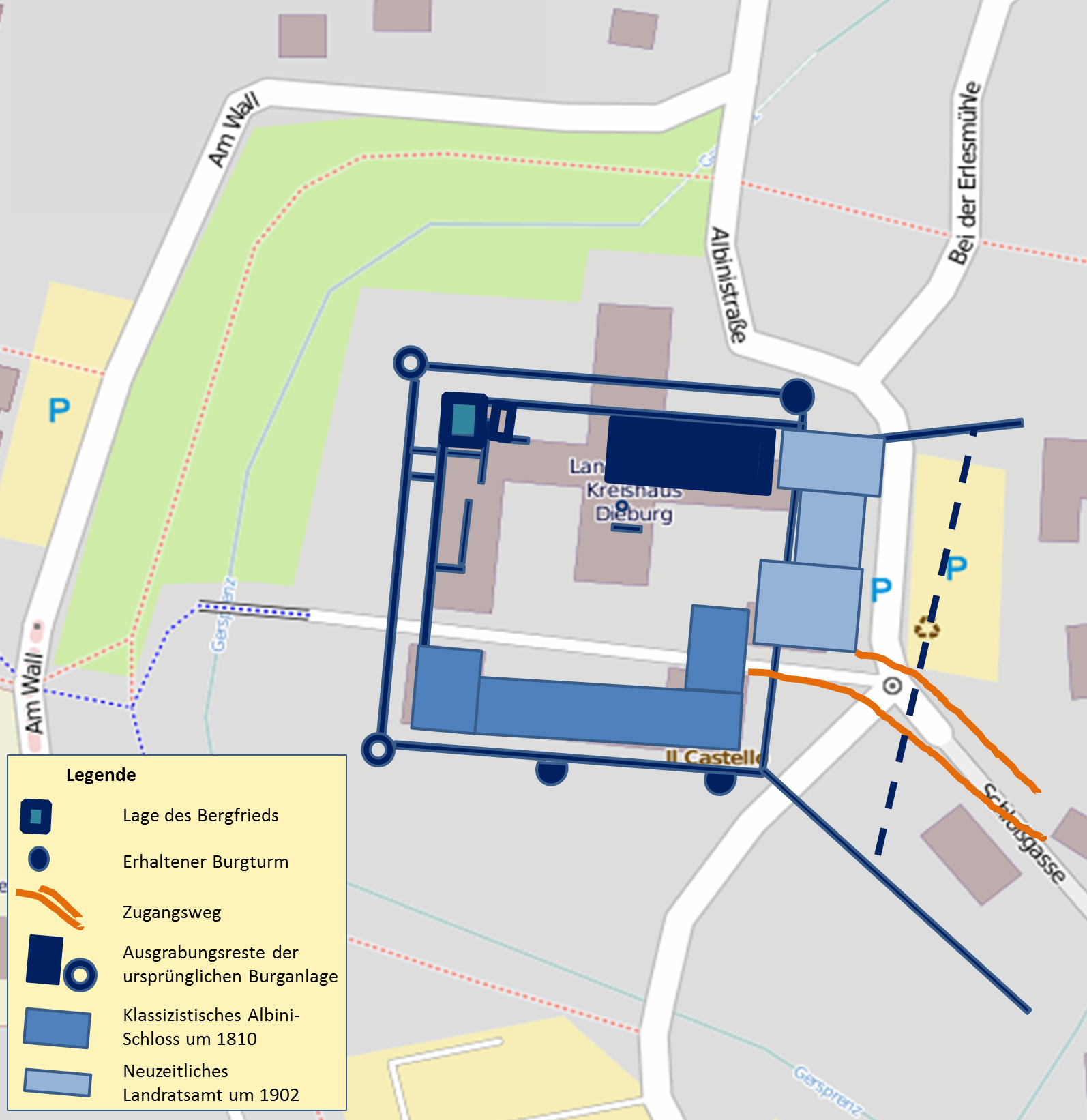
Grundriss der Burganlage mit Erweiterungen (Albinischloss und Landratsamt) bis in die Neuzeit (Stand: Januar 2013, Kreisamt wird derzeit umgebaut)
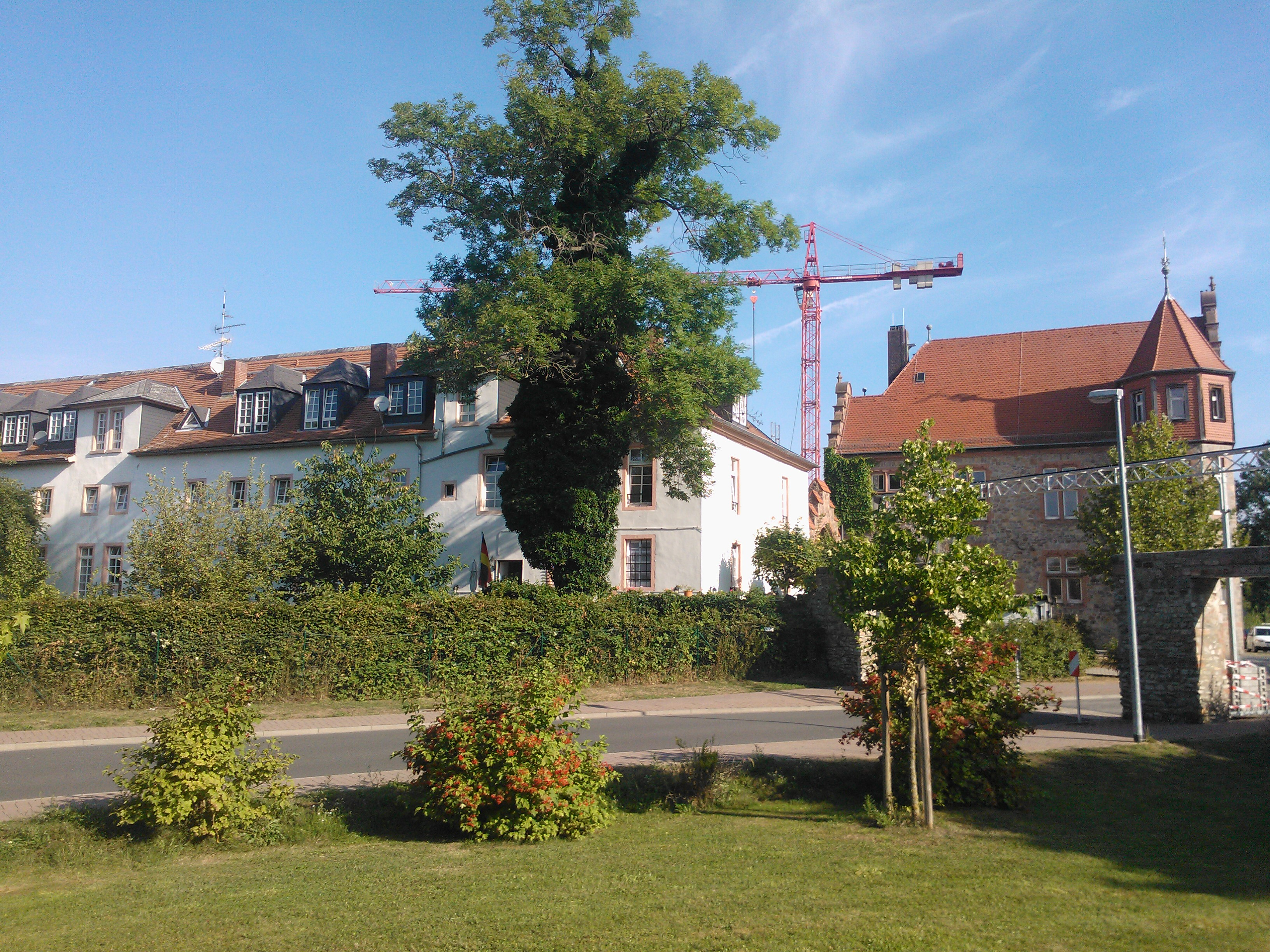
Albinischloss, Kreisamt und Stadtmaueranbindung von Süden
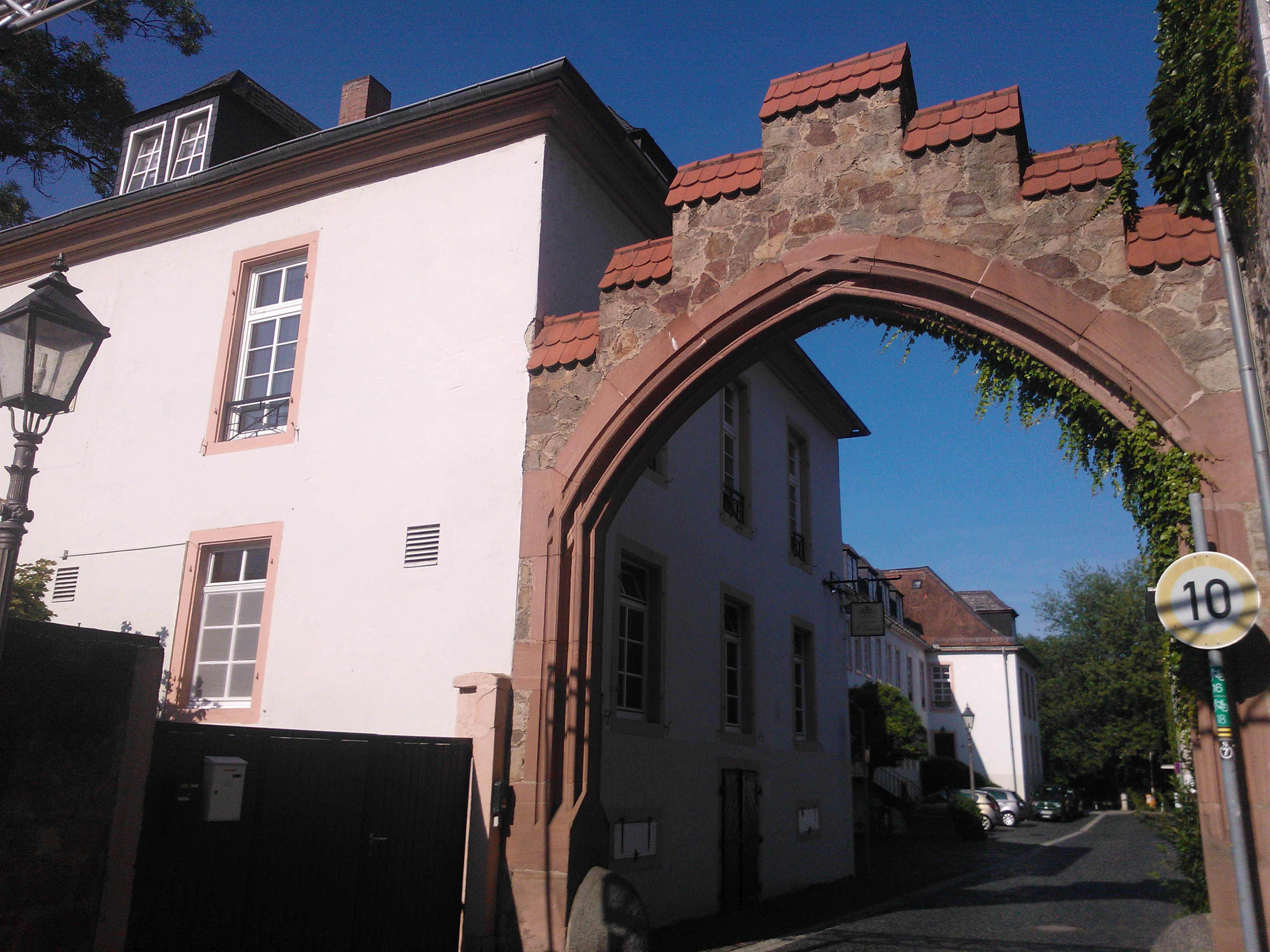
Burganlage Dieburg: Zugang zum Innenbereich und Albinischloss
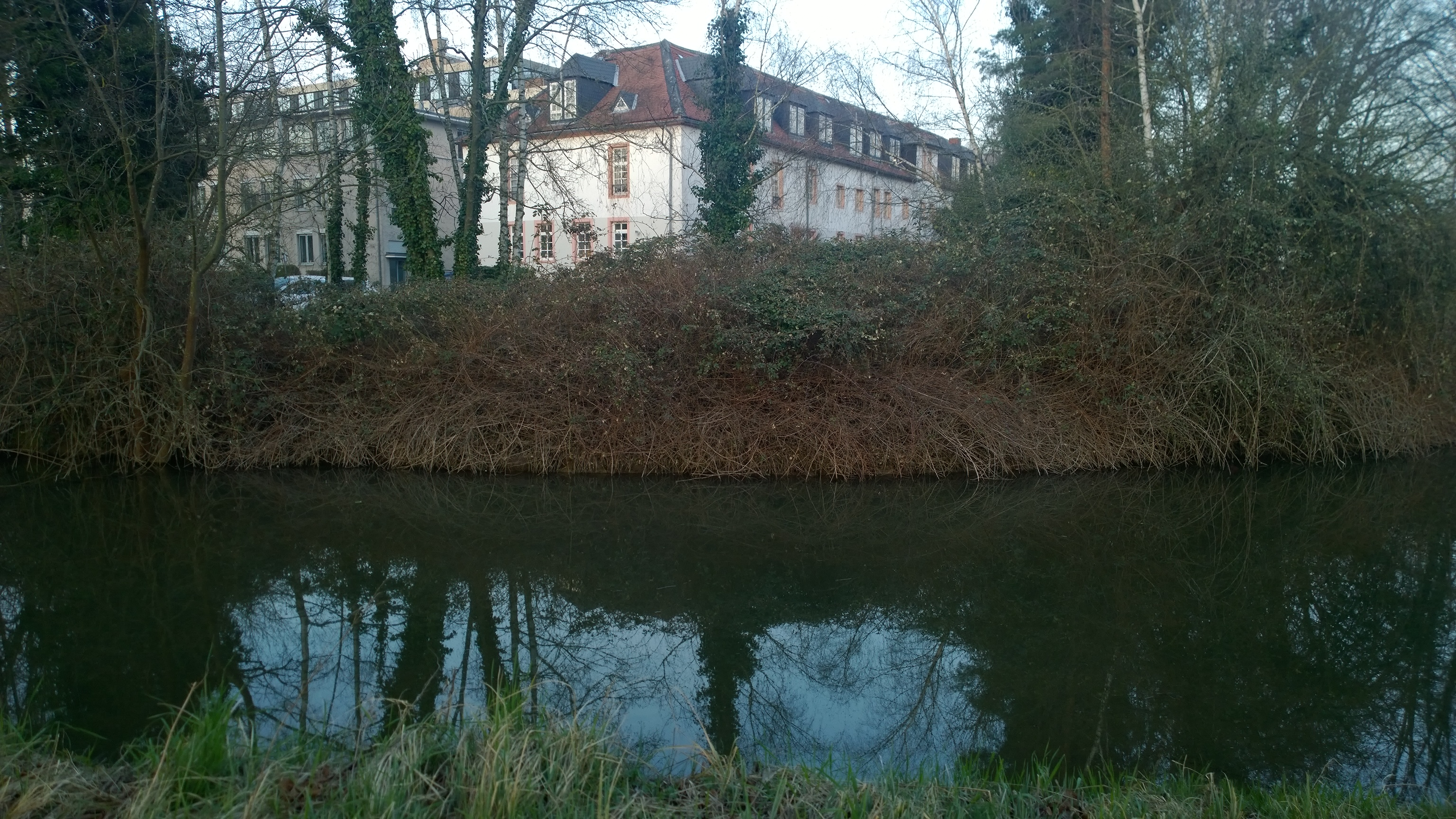
Reste des Wassergrabens der alten Burganlage im Südwesten mit Blick auf das Eckteil des Albinischlosses

## Literatur

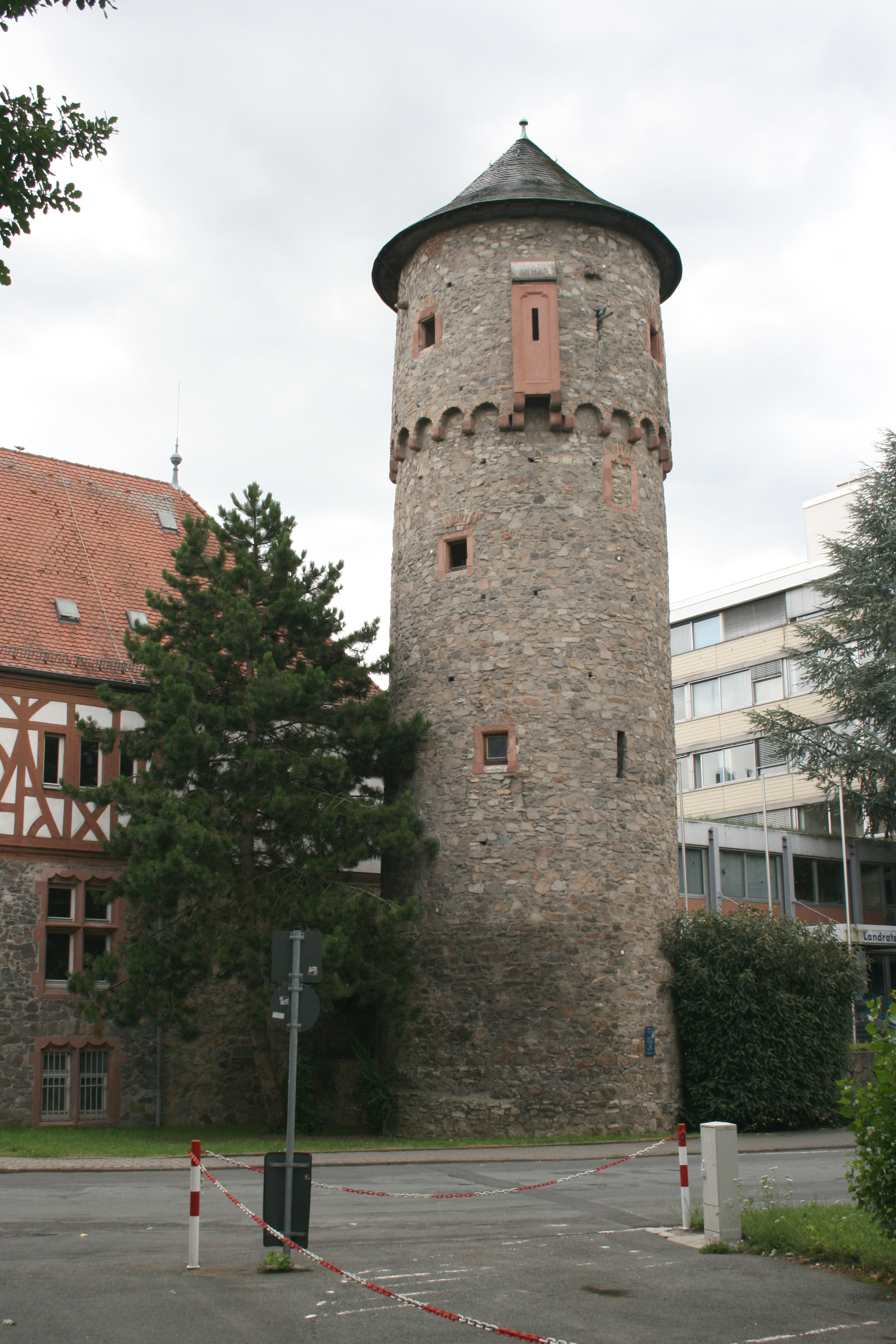
Spätgotischer nordöstlicher Turm (14./15. Jh.) der Dieburger Burganlage, rekonstruiert 1906.